# Graphiphora grandis
Graphiphora grandis är en fjärilsart som beskrevs av Adolph Speyer 1875. Graphiphora grandis ingår i släktet Graphiphora och familjen nattflyn. Inga underarter finns listade i Catalogue of Life.